# Buddhafält

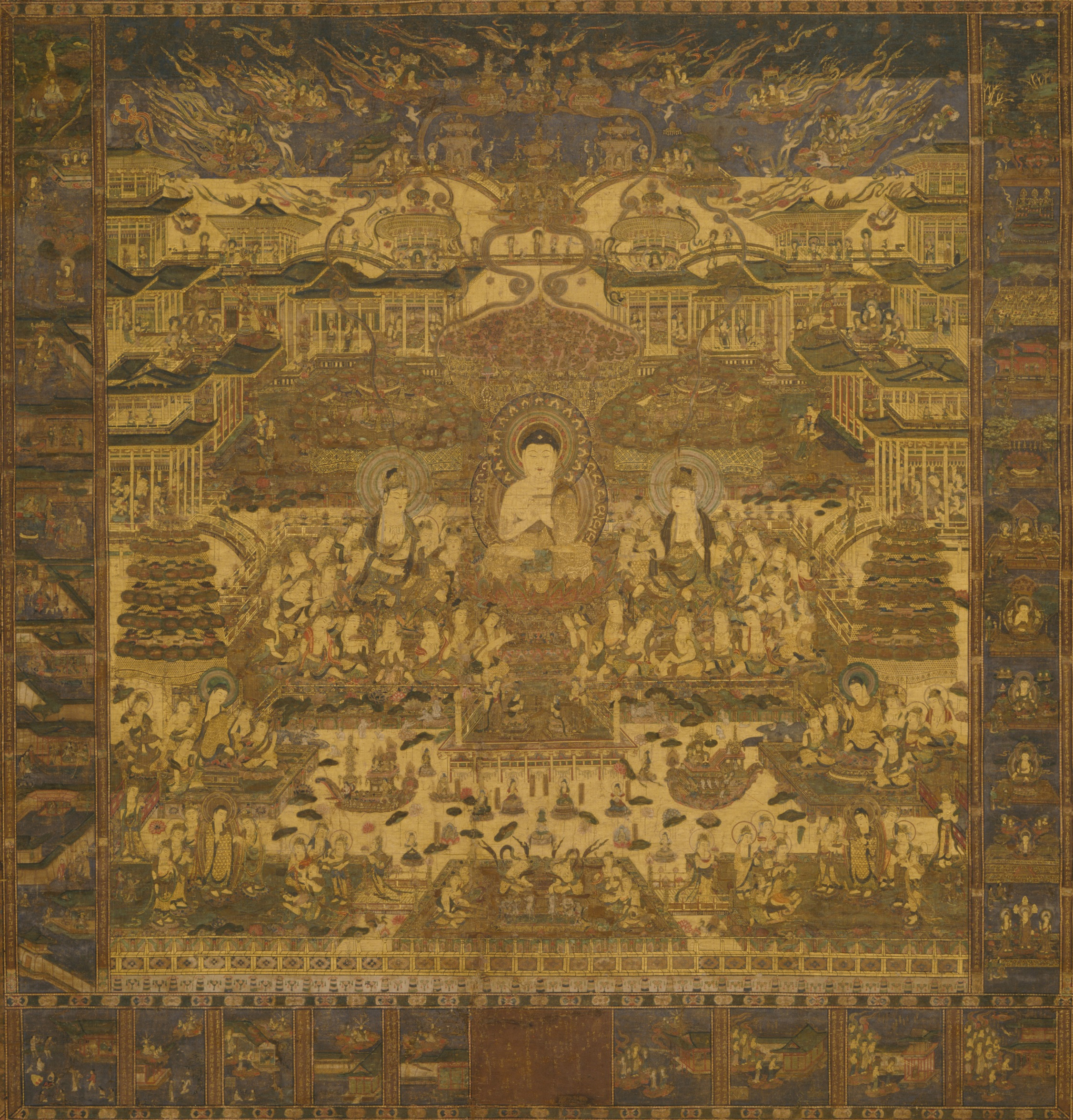

Ett buddhafält är inom mahayanabuddhismen ett världssystem med en tillhörande buddha. Buddhafälten kan kallas "rena" eller "orena": de rena buddhafälten innehåller inga helveten eller oönskvärda återfödelser, medan de orena innehåller helveten, återfödelser som djur, och så vidare. Orena buddhafält är samma sak som de olika världssystemen som existerar inom buddhismen, och de rena buddhafälten är buddhafält som skapats av vissa buddhor när de nådde buddhaskap. Den värld vi lever i, Shakyamunis buddhafält, är ur detta perspektiv ett orent buddhafält. Två kända rena buddhafält är Akshobhya Buddhas buddhafält Abhirati och Amitabha Buddhas buddhafält Sukhavati, men ett flertal andra mahayanska buddhors buddhafält omnämns också i den mahayanska litteraturen, såsom Bhaisajyagurus (medicinbuddha) buddhafält, 
I mahayanasutran vimalakirtisutra, efter att Buddha visat ett rent land, frågar Sariputra honom varför hans (Shakyamunis) buddhafält har så många brister. Buddha säger då att han gör så att världen ser oren ut för att inspirera hans lärjungar att söka upplysning.
Benämningen av rena buddhafält som "rena land" uppstod troligtvis i Kina. Det finns ingen motsvarande term på sanskrit, och något liknande omnämns inte i de indiska buddhistiska texterna. Däremot fanns termerna "rena buddhafält" och "orena buddhafält" inom den indiska litteraturen. En annan möjlig inspirationskälla till termen är Asanga, en av grundarna till den mahayanska filosofiska skolan yogacara. Enligt honom renas ett buddhafält genom att sinnet renas från dualistiska och felaktiga uppfattningar.
Benämningen av rena buddhafält som "rena land" är mycket vanligt i Östasien. Termen återfinns även i tibetansk buddhistisk litteratur, men termen började användas där långt senare än den började användas i Östasien. Förutom i tibetanskan, kinesiskan, japanskan och koreanskan förekommer är benämningen "rena land" även standard på engelska (pure land).
Rena buddhafält, såsom Sukhavati, anses vara optimala platser för att nå upplysning.

## Bakgrund
I ett flertal tidiga buddhistiska skrifter beskrivs himmelriken vars invånare är garanterade arahantskap inom en livstid. De som återföds där kallas för en anagami, "en som inte återvänder". Skillnaden mellan dessa himmelriken och rena buddhafält såsom Sukhavati, är att dessa himmelriken anses vara inom samsara. Rena buddhafält såsom Sukhavati, anses ligga utanför ramarna av samsara.
I många mahayanska sutror beskrivs bodhisattvor som i sin strävan mot buddhaskap samtidigt strävar efter att etablera ett rent buddhafält. Jan Nattier menar att buddhafält som fenomen inom mahayana troligen inte uppstod till följd av ett behov från lekmän som önskade en enkel väg mot buddhaskap. Snarare menar hon att de troligen blev en del av den mahayanska kosmologin eftersom en grundläggande uppfattning är att det endast kan finnas en buddha per värld. Nattier menar således att framkomsten av buddhafält som ett fenomen inom mahayana var en nödvändighet för att bodhisattvavägen skulle kunna vara något inte bara för eliten, utan för alla. För om endast en värld fanns, skulle bara en medveten varelse kunna bli en buddha i taget, med mycket lång tid mellan varje buddha. Detta problem försvinner således då det i mahayansk kosmologi inte finns någon gräns på antalet buddhafält som existerar/kan existera.
Georgios Halkias nämner att buddhafält omnämns i många mahayanasutror. Han menar att etablerandet av ett buddhafält av vissa sågs som målet med den mahayanska vägen, att buddhafälten blev en symbol för bodhisattvans altruism och hårda arbete. Detta eftersom buddhafälten ansågs etableras i linje med bodhisattvornas mål: att befria alla medvetna varelser från samsara.

### Källhänvisningar
- Buswell Jr., Robert E.; Lopez Jr., Donald S. (2014). The Princeton Dictionary of Buddhism. Princeton University Press. ISBN 978-0-691-15786-3
- Halkias, Georgios (2013) (på engelska). Luminous Bliss: A Religious History of Pure Land Literature in Tibet : with an Annotated English Translation and Critical Analysis of the Orgyan-gling Gold Manuscript of the Short Sukhavativyuha-sutra. University of Hawaiʻi Press. sid. 4. ISBN 9780824835903
- Nattier, Jan (2000). ”A Missing Piece in the History of Pure Land Buddhism”. Journal of the International Association of Buddhist Studies 23 (1).

|  | Buddhism-portalen |